# Teenage Mind
Teenage Mind è un singolo della cantante canadese Tate McRae, pubblicato il 17 agosto 2018 come settimo estratto dalla prima raccolta The One Day LP.

## Tracce
1. Teenage Mind – 2:46